# Bob Rusay
Robert Rusay lepiej znany jako Bob Rusay (ur. w 1966 w Stanach Zjednoczonych) – amerykański gitarzysta i muzyk.
Rusay najbardziej znany jest jako pierwszy gitarzysta death metalowego zespołu Cannibal Corpse. Był jednym z oryginalnych członków grupy wraz z Alexem Websterem, Paulem Mazurkiewiczem, Chrisem Barnesem i Jackiem Owenem. Przed założeniem Cannibal Corpse Rusay był członkiem zespołu Tirant Sin, do którego należeli również Mazurkiewicz i Barnes.
Wraz z Cannibal Corpse Rusay nagrał pierwsze trzy albumy studyjne. Ostatecznie w 1993 roku został wyrzucony z zespołu, ponieważ jego zdolności do gry na gitarze nie dorównywały zdolnościom pozostałych członków. Po wyrzuceniu z Cannibal Corpse Rusay przestał zajmować się grą na gitarze i przestał się w ogóle interesować muzyką i od tamtej pory nie ma żadnego kontaktu z członkami zespołu.
Niewiele wiadomo o tym, co się później stało z Rusayem. Wiadomo tylko, że po odejściu ze sceny muzycznej rozpoczął karierę jako instruktor golfa.

## Dyskografia
Cannibal Corpse
- Cannibal Corpse Demo (1989, wydanie własne)
- Eaten Back to Life (1990, Metal Blade Records)
- Butchered at Birth (1991, Metal Blade Records)
- Tomb of the Mutilated (1992, Metal Blade Records)

Tirant Sin
- Desecration of the Graves (1987, wydanie własne)
- Chaotic Destruction (1987, wydanie własne)
- Mutant Supremacy (1988, wydanie własne)